# الئونورا براون
الئونورا براون (ایتالیایی: Eleonora Brown؛ زادهٔ ۲۲ اوت ۱۹۴۸) بازیگر اهل ایتالیا است.
از فیلم‌هایی که وی در آن نقش داشته‌است، می‌توان به دو زن، آخرین داوری و مجازات مرگ اشاره کرد.